# Sulfanilato de sódio
Sulfanilato de sódio é em composto orgânico que é o sal de sódio do ácido sulfanílico, ou o sal de sódio do ácido 4-amino-benzenossulfônico, que apresenta fórmula C6H7NNaO3S, sendo também uma amina. Apresenta massa molecular de 196,18 quando anidro, sendo também encontrado na forma de dihidrato, com fórmula química C6H7NO3SNaS.2HO2O e massa molecular de 231,19887. É registrado com o número CAS 515-74-2 e EINECS 208-208-5. Possui ponto de fusão de 288°C.
A determinação de sua excreção na urina de cabras tem aplicação na veterinária e pecuária destes animais. Possui efeitos inibitórios na biossíntese de ácido fólico em plantas.